# イッサカル族
イッサカル族（イッサカルぞく、英語: Tribe of Issachar,ヘブライ語：יִשָּׂשׁכָר）はイスラエルの12氏族の内の一部族である。ヤコブとレアの第5子である。全体としては第9子である。

## 歴史
レビ人のために町を提供する時に、イッサカル族はキシュヨン、ダベラテ、ヤルムテ、エン・ガニムの4つの町とそれぞれの放牧地を提供した。
士師の時代には、イッサカル族のドドの子プワの息子トラが23年間、イスラエルをさばいた。
イッサカル族のアヒヤの子バシャは、ヤロブアム1世のナダブを殺害して、王になった。歴代誌の中では、系図に載っている勇士は、87,000人であると報告されている。イッサカル族は、相続地の関係から、重要な場所をしめている。ダビデ王の治世には、ミカエルの子オムリがイッサカルの長であった。